# Stirling Mortlock
Stirling Austin Mortlock (ur. 20 maja 1977 w Sydney) – australijski rugbysta, środkowy ataku, były zawodnik australijskiego zespołu Brumbies, reprezentant kraju. Wicemistrz świata z 2003 roku.
Dla reprezentacji Australii w rugby od 2000 roku rozegrał 53 spotkania i zdobył 362 punkty. Od 2006 roku był jej kapitanem.
Uczestnik Mistrzostw Świata w Australii w 2003 i Mistrzostw Świata we Francji w 2007 roku.
Jeden z najlepszych i najbardziej skutecznych australijskich rugbystów w historii.